# Portrait de Thomas Cromwell
Portrait de Thomas Cromwell est une peinture à l'huile de l'artiste allemand Hans Holbein le Jeune, généralement datée entre 1532 et 1534, lorsque Cromwell, avocat et homme d'État anglais qui fut ministre en chef du roi Henri VIII d'Angleterre de 1532 à 1540, avait environ 48 ans. C'est l'un des deux portraits de lui peints par Holbein ; l'autre est un tondo issu d'une série de médaillons de courtisans Tudor.
Le panneau original est perdu, et aujourd'hui connu grâce à trois exemplaires : celui de la Frick Collection à New York (où il est accroché en face du Portrait de Thomas More du même Holbein) ; celui de la National Portrait Gallery de Londres et celui de la collection Constable Chichester dans le Yorkshire. Le panneau de la Frick, réalisé sur panneau de chêne, est considéré comme de meilleure qualité.

## Sujet

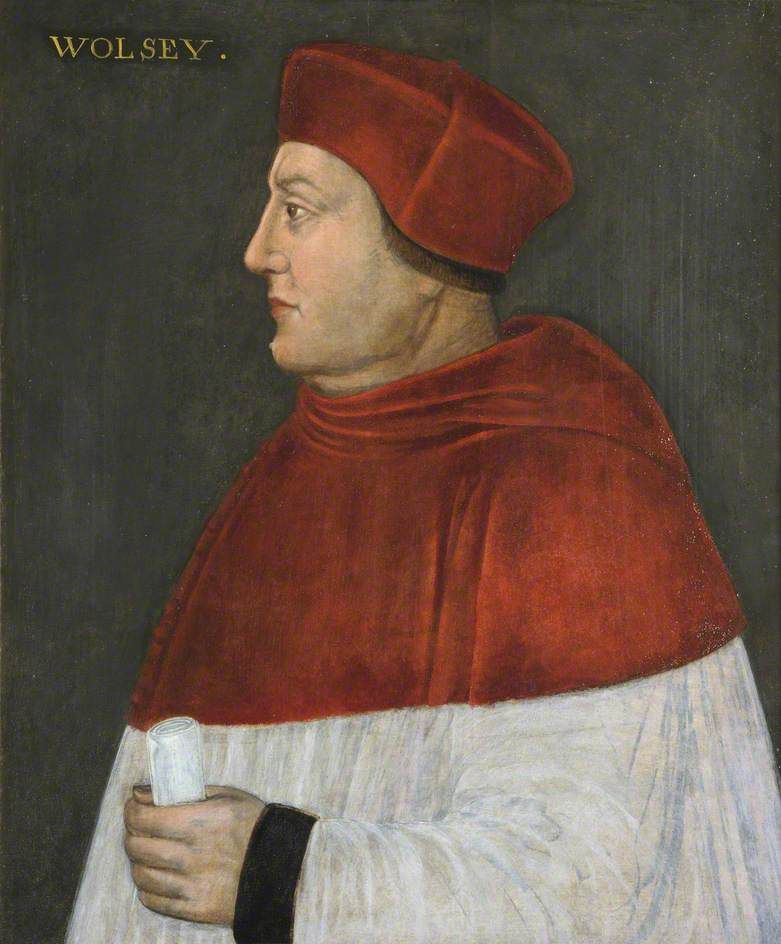
Portrait du cardinal Thomas Wolsey, vers 1595-1596

Thomas Cromwell était un avocat et un homme d'État ayant accédé au pouvoir comme associé du cardinal Wolsey. Après la chute de Wolsey et une période de méfiance initiale, il devint un confident d'Henri VIII, assumant les rôles de vice-gérant, Lord grand Chancelier, Lord grand chambellan.

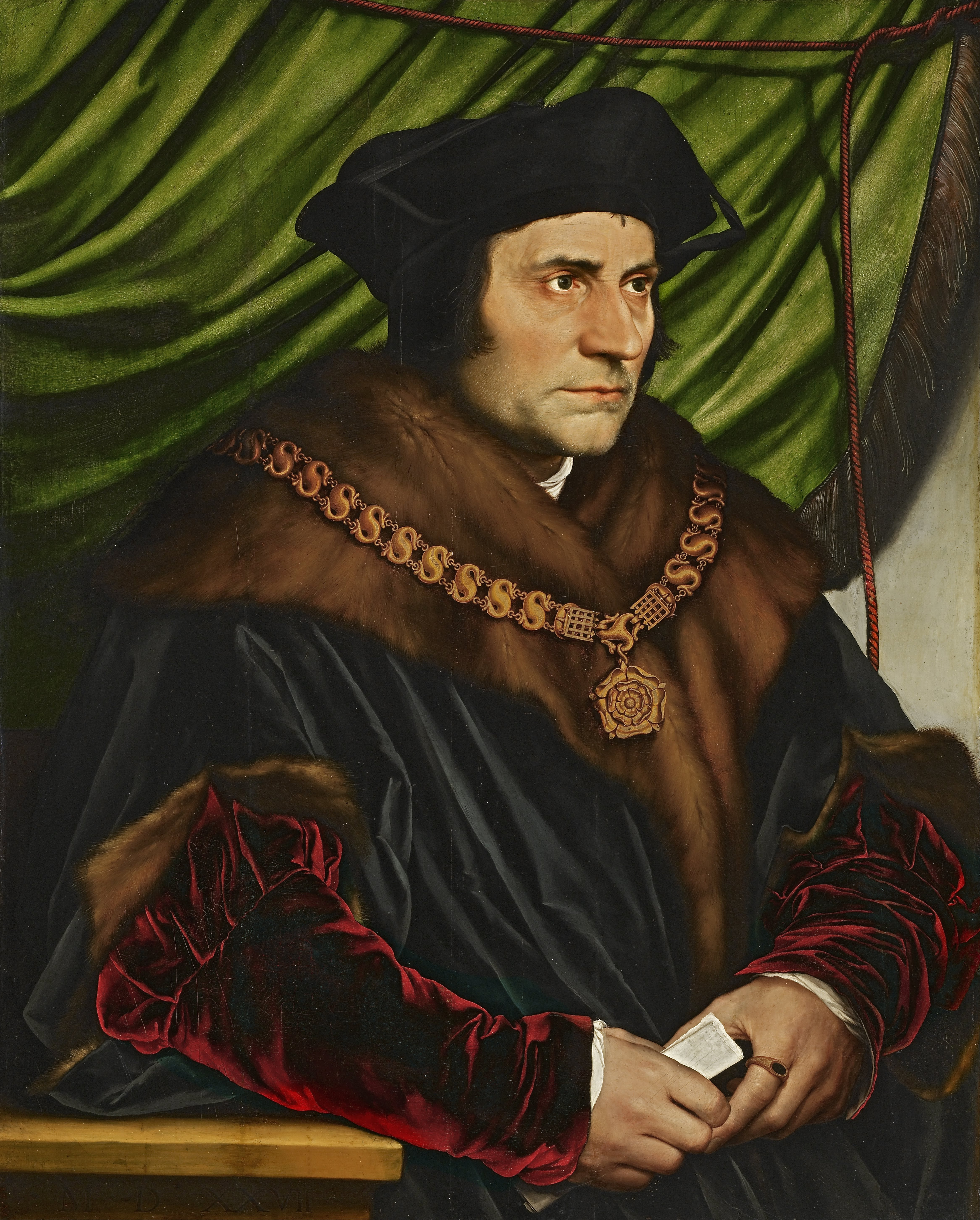
Portrait de Sir Thomas More, 1527. Cromwell a joué un rôle déterminant dans l'établissement de la Réforme anglaise et a joué un rôle clé dans la chute de More.

## Description
Le portrait date de la deuxième visite de Holbein en Angleterre, lorsque Cromwell agissait pour le compte d'Henri VIII, à l'époque où la réputation de Cromwell était au plus haut. Il était alors le « contrepoids protestant à Thomas More au Conseil privé », et est devenu l'un des hommes les plus influents et les plus puissants d'Angleterre. En même temps, il était cultivé et a joué un rôle déterminant dans la promotion de la carrière de Holbein.
Cromwell reçoit ici le respect qui lui est dû, mais est représenté comme aigre et quelque peu raide. Reflétant une opinion antérieure, il a été noté que « de tous les portraits réalisés par Holbein à la cour d'Angleterre, le portrait de Cromwell a toujours semblé le moins flatteur à son sujet, le plus vicieusement moqueur. Conscient de la relation prolongée et fatale entre Cromwell et More, et leur emplacement face à face à la Frick, Henry Clay demandait de manière romantique que nous « imaginions Thomas More, le beau saint, et Cromwell, le monstre, unis dans l'art et l'histoire, maintenant face à face, [à travers] Holbein et le temps ».

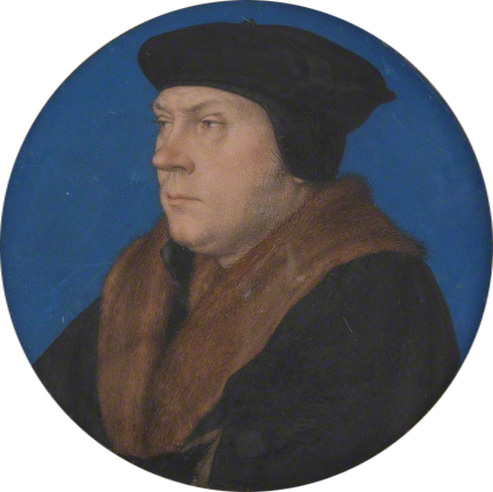
Ce portrait miniature de Cromwell est dérivé du portrait de 1532 mais le montre plus fatigué et plus âgé. Une miniature similaire, avec le collier Jarretière, existe et est attribuée à Holbein par la National Portrait Gallery, mais la plupart des chercheurs ne la considèrent pas comme un Holbein original.